# Alhängevecklare
Alhängevecklare (Epinotia rhomboidella) är en fjärilsart som först beskrevs av Antoine François, comte de Fourcroy 1785.  Alhängevecklare ingår i släktet Epinotia, och familjen vecklare. Arten är reproducerande i Sverige.